# Die Legende vom armen Heinrich
Die Legende vom armen Heinrich ist ein Drama von Tankred Dorst frei nach Hartmann von Aues „Der arme Heinrich“. Das Stück wurde am 16. Februar 1997 unter der Regie von Jens-Daniel Herzog in den Münchner Kammerspielen uraufgeführt.

## Inhalt
Die neunjährige Elsa riskiert durch ein Guckloch einen Blick in das selbstgewählte Verlies des durch die oben genannte Krankheit entstellten Ritters Heinrich und nimmt vor lauter Schreck Reißaus.
Ritter Heinrich – vor Ausbruch der Krankheit vom Glück verwöhnt – hatte alle möglichen ärztlichen Behandlungen durchprobiert. Ihm bleibt nur noch Elsa. In Salerno praktiziert ein sarazenischer Chirurg. Wenn dieser einer Jungfrau, die sich freiwillig opfert, das Herz herausschneidet, kann der kranke Ritter mit deren Herzblut gesunden. Elsa will ihr Leben hingeben. Als Elsas Eltern davon hören, verprügeln sie die Tochter. Elsa flieht zu Heinrich. Der Ritter schimpft sie ein „dummes Tier“. Elsa setzt sich durch. Als die beiden im verschneiten Deutschland gen Süditalien aufbrechen, ist aller Elternzorn verraucht. Vater und Mutter knien vor den Reisebereiten nieder. Unterwegs tritt Elsa dem Kranken barfuß durch den Schnee die Spur. Der Kranke kann der Gesunden nur mit Mühe folgen. In Italien führt der Weg unter blühenden Kirschbäumen südwärts. Im Wasserschloss Beauséjour werden die zwei Fußreisenden von der schönen Orgelouse – das ist Heinrichs ehemalige Geliebte – empfangen. Wie gut – meint die Adelige – ein frommes Bauernmädchen opfert sich. Orgelouse will in Bälde einen gesunden Geliebten wiederhaben. Die neugierige Dame fragt Heinrich nach seinem Verhältnis zu Elsa. Der Ritter erwidert, es sei eine einseitige Zuneigung; er liebe das Bauernmädchen nicht. Elsa kommt zu einem Verehrer. Der junge Mann heißt Fizzifagozzi. Das ist der junge Hoffnarr der schönen Orgelouse.
Heinrich lässt die Minnedame Orgelouse links liegen und überredet Elsa zum Weiterwandern nach Salerno. Das ungleiche Paar redet einander ins Gewissen. Das heißt, Elsa fragt sich, warum sie sterben soll. Heinrich erinnert sie an ihren Wunsch; er solle leben. Elsa sieht bei dem Ritter Gewissensbisse voraus, sobald er sein Leben ihrem Tod verdanke. Heinrich schiebt solche Konstrukte beiseite. Denn mit ihrem Opfertod werde Elsa ihr an sich belangloses Leben adeln. In der Toskana bewundert Heinrich die Türme von San Gimignano. Elsa schweigt zu dem Geschwätz und täuscht Heinrich eine Schwangerschaft vor. Für den Augenblick fällt der Ritter darauf herein; schilt Fizzafagozzi einen Lumpenhund.
Vergeblich möchte der Sarazene dem jungen Mädchen das Opfer ausreden. Da wendet sich der Chirurg an den Ritter. Heinrich soll Einhalt gebieten. Elsa wird ungeduldig. Zunächst flüchtet Heinrich, kehrt aber zurück und das Wunder geschieht. An den Opferstein gefesselt, erwartet Elsa das Messer des sarazenischen Chirurgen. Da wird sie durch die Hand des schon ziemlich faulenden Heinrich befreit. Das Paar umarmt sich und Heinrich wird – wie durch Zauberschlag – gesund. Fortan leben Elsa und Heinrich lange selig zusammen, heißt es.

## Form
Mittelhochdeutsch, Fränkisch, frühneuenglische Liebeslieder und Hochdeutsch wechseln in bunter Folge. Elsas sprachliche Entwicklung muss erwähnt werden. Offenbar unter dem Einfluss Heinrichs, wechselt das Mädchen vom Holperdialekt der bäuerliche Eltern mit der Zeit in die Hochsprache ihres adeligen Begleiters.
Das Stück, bedingt durch seinen Bau, bietet sich als Libretto-Vorlage an. Zum Beispiel figuriert der Chor als Fragesteller, wenn gerade kein Dialogpartner zur Stelle ist. Der Chor ist in dem Stück etwas ganz Besonderes. Er forciert nicht nur das Geschehen, sondern findet auch Erklärungen – zum Beispiel für Heinrichs verwerfliche Hinnahme des Menschenopfers. Der Chor erläutert:
Bös ist ja keiner
im Anfang. Hell
ist aller Beginn, doch
des Lebens Bahn zieht dich
hinab, wo am Ende
kein Licht ist.

## Inszenierungen
- 2001: Wiesbadener Staatstheater, Kleines Haus, Kammeroper von Ernst August Klötzke. Libretto: Tankred Dorst.[9]
- 2010: Comedia Theater Köln. Regie: Julia Waldorf.[10]

## Rezeption
Der Rezensent der Uraufführung 1997 schreibt in seiner Premierenkritik: „Dorst [...] verrührt allerlei klassische Literatur, vom Buch Hiob bis Hartmann von Aue, zu einem poetischen Bilderreigen, der keineswegs antiquarisch wirkt. Und bevor es allzu bedeutungsschwanger wird, veralbert ein Chor die Szene.“
Barbara Kern von der TAZ schreibt in ihrer Premierenkritik, Dorst habe zwar „in seiner literarischen Bastelstube“ alle Register einer cleveren Montagetechnik gezogen, „aber der Leichnam bleibt ziemlich kalt“. In zwei Stunden ohne Pause passierten 15 Szenen Revue, die alle auf die letzte, „Das Wunder“, die erlösende Heilkraft der Liebe hinführten und von Dorst sowohl mit schlichter Emblematik versehen als auch mit Weltraunen aufgemotzt würden. Nach „Merlin“ und „Parsifal“ diskutiere und dekonstruiere Tankred Dorst zum dritten Mal Verhaltensideale aus einer Zeit, da man die Erde noch für eine Scheibe hielt. Trotz Spielfreude und szenischer Einfälle bleibe dieser postmoderne Bilderbogen altbacken.